# Paolisi
Paolisi är en ort och kommun i provinsen Benevento i regionen Kampanien i Italien. Kommunen hade 2 104 invånare (2017).